# Negocjacje paktu czterech (1940)

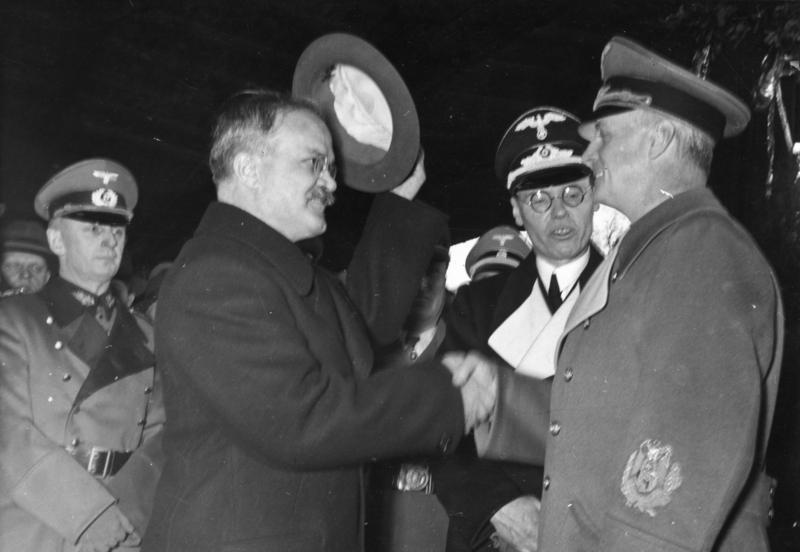
Joachim von Ribbentrop wita Wiaczesława Mołotowa w Berlinie, listopad 1940

Dziennik „Prawda” wydana 18 listopada 1940

Negocjacje paktu czterech (1940) – w październiku i listopadzie 1940 roku doszło do rozmów niemiecko-sowieckich w sprawie potencjalnego przystąpienia Związku Radzieckiego jako czwartej potęgi Osi do II wojny światowej w celu zamienienia tak zwanego „paktu trzech” na „pakt czterech”. Negocjacje, które toczyły się wkrótce po wejściu w życiu paktu Ribbentrop-Mołotow, obejmowały dwudniową konferencję berlińską między ministrem spraw zagranicznych ZSRR Wiaczesławem Mołotowem, Adolfem Hitlerem i ministrem spraw zagranicznych Niemiec Joachimem von Ribbentropem, po której oba kraje wymieniały się pisemnymi propozycjami porozumień.
Po dwóch dniach negocjacji, trwających od 12 do 14 listopada 1940 roku, Niemcy przedstawiły Sowietom projekt porozumienia określającego światowe strefy wpływów czterech proponowanych mocarstw Osi (Japonia, Niemcy, Związek Radziecki, Włochy). Hitler, Ribbentrop i Mołotow próbowali uzgodnić niemiecką i sowiecką strefę wpływów; Hitler zachęcał Mołotowa, aby ZSRR zwróciło się na południe, w stronę Iranu i ostatecznie Indii, chcąc zabezpieczyć niemiecki dostęp do zasobów Finlandii i przejąć sowieckie wpływy na Bałkanach. Mołotow pozostał stanowczy, starając się usunąć wojska niemieckie z Finlandii i zdobyć niezamarzający port na Bałtyku. Kalkulacje radzieckiej polityki zagranicznej opierały się na założeniu, że wojna będzie walką długoterminową, dlatego niemieckie zapewnienia, że Wielka Brytania zostanie szybko pokonana, były traktowane ze sceptycyzmem. Ponadto Stalin nie chciał rezygnować z wpływów w Bułgarii i Jugosławii. Te czynniki spowodowały, że Mołotow nie uginał się do propozycji niemieckich, prezentując zdecydowane stanowisko. 25 listopada 1940 roku Sowieci przedstawili sporządzoną przez Stalina pisemną kontrpropozycję, w której zaakceptują pakt czterech mocarstw osi, ale pod warunkiem uznania sowieckich praw do Bułgarii i strefy wpływów skoncentrowanych na obszarze wokół Iraku i Iranu. Niemcy nie odpowiedziały, pozostawiając negocjacje nierozwiązane. Odnosząc się do kontrpropozycji w gronie swoich doradców, Hitler stwierdził, że Stalin „żąda coraz więcej”, „jest szantażystą z zimną krwią” i „niemieckie zwycięstwo stało się dla Rosji nie do zniesienia”, więc „trzeba ją rzucić na kolana” tak szybko, jak to możliwe.”
Niemcy złamały pakt Ribbentrop-Mołotow w czerwcu 1941 roku, dokonując inwazji na Związek Radziecki.

## Źródła
1. ↑  Nekrich, Aleksandr Moiseevich; Ulam, Adam Bruno; Freeze, Gregory L. (1997), Pariahs, Partners, Predators: German–Soviet Relations, 1922–1941, Columbia University Press, ISBN 0-231-10676-9. S. 201-204
2. ↑  Roberts, Geoffrey (2006), Stalin's Wars: From World War to Cold War, 1939–1953, Yale University Press, ISBN 0-300-11204-1. S. 57
3. ↑  Wojskowy przegla̜d historyczny [online], 1995, s. 74 [dostęp 2021-01-26] (pol.).